# Denis Buntić

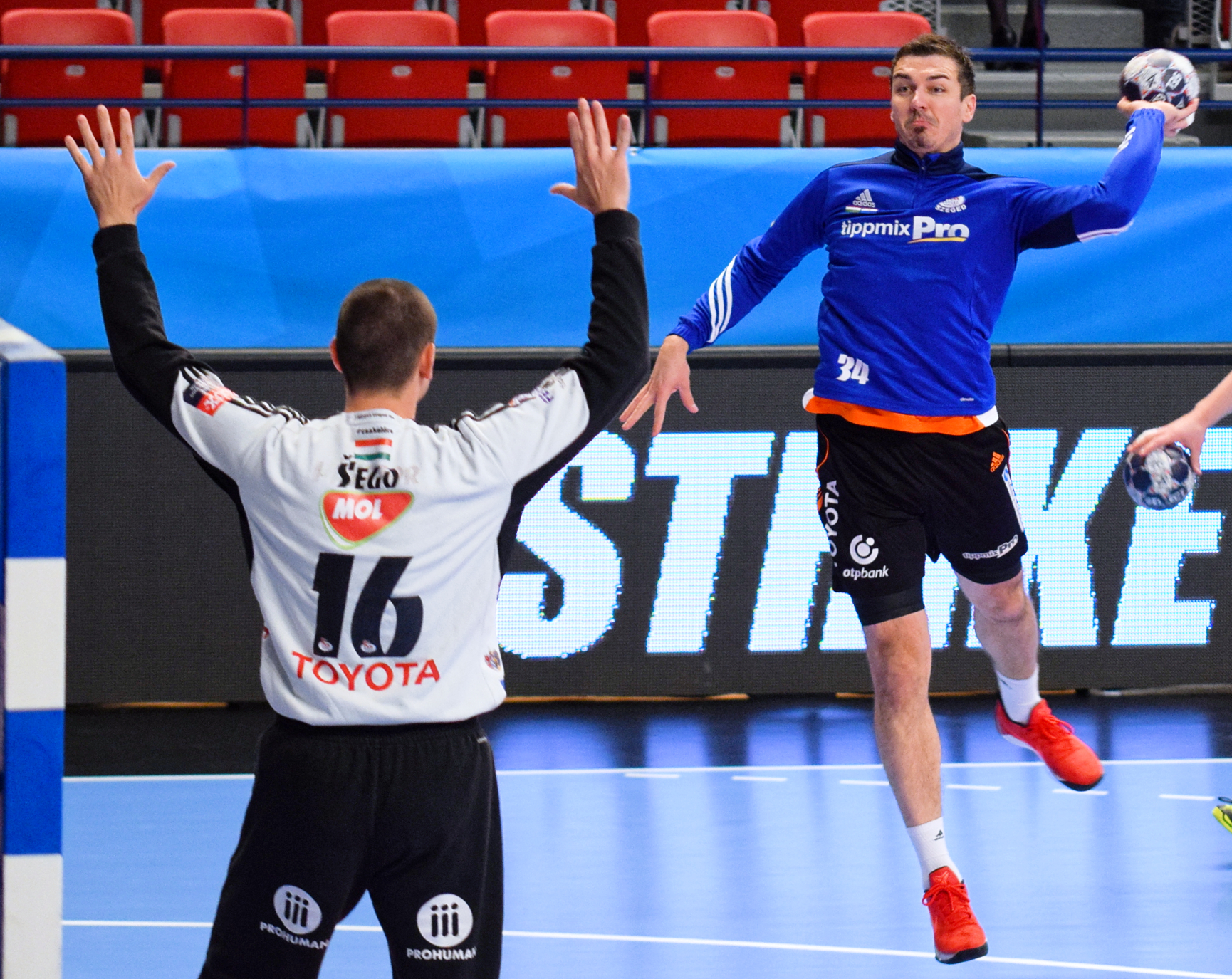
Denis Buntić à l'échauffement face à son coéquipier du SC Pick Szeged Marin Šego, le 29 avril 2017.

Denis Buntić, né le 13 novembre 1982 à Ljubuški en Yougoslavie (aujourd'hui en Bosnie-Herzégovine), est un handballeur croate évoluant au poste d'arrière droit.
Il a également évolué en équipe de Croatie avec laquelle il a été vice-champion du monde en v2005 et 2009, vice-champion d'Europe en 2010 et médaillé de bronze Championnats d'Europe 2012 et aux Jeux olympiques de 2012 à Londres

## Palmarès

### Club
Compétitions internationales
- Vainqueur de la Ligue des champions (1) : 2016
  - Demi-finaliste en 2013, 2015

Compétitions nationales
- Vainqueur du Championnat de Bosnie-Herzégovine (4) : 2000, 2002, 2004, 2005
- Vainqueur de la Coupe de Bosnie-Herzégovine (2) : 1999, 2002
- Vainqueur de la Supercoupe de Slovénie (1) : 2008
- Vainqueur de la Coupe ASOBAL (1) : 2009
- Vainqueur du Champion de Pologne (5) : 2012, 2013, 2014, 2015, 2016
- Vainqueur de la Coupe de Pologne (5) : 2012, 2013, 2014, 2015, 2016
- Vainqueur du Championnat de Hongrie (1) : 2018
- Finaliste de la Coupe de Hongrie (2) en 2017, 2018

### Équipe nationale
- Médaillé d'argent au  Championnat du monde 2005 en Tunisie.
- Médaillé d'argent au  Championnat du monde 2009 en Croatie.
- Médaillé d'argent au Championnat d'Europe 2010 en Autriche.
- Médaillé de bronze au Championnat d'Europe 2012 en Serbie.
- Médaillé de bronze aux Jeux olympiques de 2012 à Londres ( Royaume-Uni).